# Thomas Howard (2e comte d'Effingham)
Pour les articles homonymes, voir Thomas Howard.
Thomas Howard, 2e comte d'Effingham (1714 - 19 novembre 1763), est un noble britannique et officier de l'armée, fils de Francis Howard (1er comte d'Effingham).

## Biographie
Il est nommé sous-lieutenant de la West Riding of Yorkshire le 19 février 1734. Le 7 janvier 1739 il reçoit une commission de guidon dans la 2e troupe de Grenadier Guards, dont son père est alors capitaine et colonel. Il est promu premier lieutenant et capitaine le 10 mai 1740. À la mort de son père en février 1743, il lui succède comme comte d'Effingham, puis comte-maréchal. Le 11 avril 1743, il est nommé premier lieutenant et lieutenant-colonel au sein de la 2e troupe des Horse Guards. Il épouse Elizabeth Beckford, fille de Peter Beckford et sœur de William Beckford le 14 février 1745, dont il a des enfants, dont:
- Thomas Howard (3e comte d'Effingham) (1747-1791)
- Richard Howard (4e comte d'Effingham) (1748-1816)
- Elizabeth, mère de l'homme politique Thomas Courtenay (1782-1841)

Il est nommé aide de camp du roi le 20 août 1749 et reçoit le titre de colonel du 34e régiment de fantassins le 2 décembre 1754. Il est promu major général le 15 janvier 1758 et Lieutenant général le 22 février 1760. Le 30 octobre 1760, il quitte le 34e régiment pour devenir capitaine et colonel de la 1st Troop Horse Grenadier Guards. Il est décédé trois ans plus tard et son fils aîné, Thomas, lui succède.